# Villogorgia circium
Villogorgia circium is een zachte koraalsoort uit de familie Plexauridae. De koraalsoort komt uit het geslacht Villogorgia. Villogorgia circium werd voor het eerst wetenschappelijk beschreven door Thomson & Henderson. 